# Lancia (automobilismo)
La Scuderia Lancia, che in seguito divenne Squadra Corse HF Lancia, è il reparto corse della Lancia. Fu creato nel 1951 da Gianni Lancia, figlio del fondatore del marchio Vincenzo.

## Storia

L'elefantino al galoppo, uno dei simboli storici della Lancia nelle competizioni.

Nel corso della sua storia il costruttore italiano ha partecipato a diverse competizioni automobilistiche, sia in circuito che nei rally.
Le versioni HF ("High Fidelity") nacquero innanzitutto per opera di Cesare Fiorio e di ciò che il suo allora ancora piccolo staff di uomini – creato "in un angolo dei capannoni Lancia" – era riuscito a fare con la nascita della "Squadra Corse HF Lancia". Con poche risorse, nel 1963 portò con successo le prime Flavia Coupé – elaborate da Boscato, dall'ingegnere Zaccone Mina e altri preparatori – nelle competizioni; ottenne via via risultati tali che persino la dirigenza Lancia dell'ingegner Fessia, che da sempre mal vedeva la casa impegnata nelle competizioni, si dovette piegare a quella che fu la più grande via di comunicazione internazionale che trovò il marchio torinese dai tempi delle gare volute da Gianni Lancia negli anni 1950, e poi abbandonate dopo la sua fuoriuscita dall'azienda a metà del decennio.
Questa strada, supportando la Squadra Corse di Fiorio, è stata poi seguita negli anni successivi anche dalla dirigenza del Gruppo Fiat, fino alle ultime Delta Integrale passando per la Stratos, la Rally 037, la Beta Montecarlo Turbo, le LC1 e LC2, e la Delta S4, con una serie incredibile di vittorie e popolarità che ancora oggi sopravvive tra gli appassionati, nonostante la chiusura della Squadra Corse sia avvenuta nei primi anni 1990, quando era ancora considerata la più forte del mondo battendo case tedesche, francesi e giapponesi in queste competizioni.

### Formula 1
La Lancia partecipò con una propria scuderia al campionato di Formula 1 per poche gare nelle stagioni 1954 e 1955, con i piloti Alberto Ascari, Eugenio Castellotti e Gigi Villoresi alla guida della Tipo D50 progettata da Vittorio Jano.

La monoposto Tipo D50

La Scuderia Lancia non conseguì vittorie, anche per via del prematuro abbandono dalle competizioni avvenuto nel maggio del 1955, in segno di lutto per la morte di Ascari; la scomparsa del più famoso pilota italiano, perito durante alcune prove all'autodromo di Monza, portò all'immediata chiusura del reparto corse della casa – complice anche i contemporanei cambi societari in seno all'azienda, con Gianni Lancia che venne estromesso dalla famiglia Pesenti, nuova proprietaria del marchio e non interessata alle gare.
Per non disperdere il patrimonio tecnico acquisito dalla casa torinese in F1, si arrivò a un accordo a tre con Ferrari e FIAT, secondo il quale le Lancia D50 e l'intero reparto corse vennero donati alla Scuderia Ferrari (lo stesso Jano passò a Maranello), la quale sarebbe poi stata supportata dall'azienda degli Agnelli. La bontà del progetto Lancia emerse la stagione successiva, quando la monoposto – col nome di Lancia-Ferrari D50 – venne portata da Juan Manuel Fangio alla vittoria del titolo mondiale.

### Rally

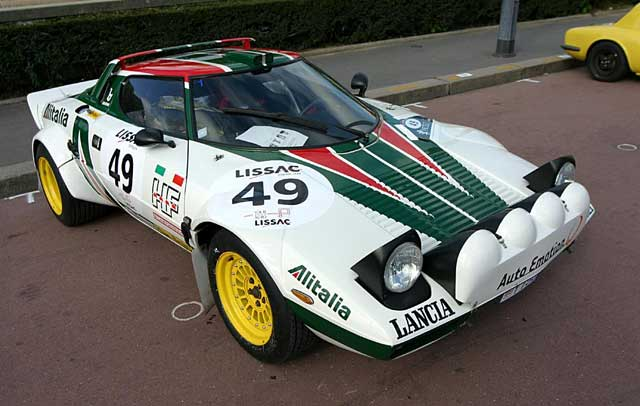
La Stratos HF in livrea Alitalia, dominatrice assoluta del mondiale rally con tre titoli a metà degli anni 1970.

Lancia è il costruttore di maggior successo nella storia del campionato del mondo rally. La casa torinese detiene numerosi record in questa disciplina, come il maggior numero di titoli mondiali conquistati, e per lungo tempo ha mantenuto il primato nel numero di rally vinti, nonostante il lungo ritiro.
Questi risultati sono stati ottenuti grazie ai modelli storici, come la Fulvia Coupé HF e la Stratos HF negli anni 1960 e 1970, la Rally 037 all'inizio degli anni 1980, e la stirpe delle Delta – dalla S4 alla Integrale – a cavallo degli anni 1980 e 1990. Al volante delle Lancia si sono alternati alcuni dei più grandi campioni della categoria, tra cui Sandro Munari, Markku Alén, Walter Röhrl, Henri Toivonen, Miki Biasion, Didier Auriol e Juha Kankkunen. La Delta è tuttora (assieme alla Subaru Impreza WRC) la vettura in assoluto più vincente nella storia del mondiale rally; la Integrale è senz'alcun dubbio la vettura più utilizzata in tutta Europa nei vari campionati di rally, corse in salita e autocross.

### Sport Prototipi

Juan Manuel Fangio sulla D24 alla IV Carrera Panamericana del 1953, in cui Lancia monopolizzò i tre gradini del podio.

La Lancia ha avuto un lungo curriculum nelle gare di durata riservate alle Vetture Sport, con numerose partecipazioni e prestigiose vittorie in gare quali la Carrera Panamericana, la Targa Florio e la Mille Miglia con la Lancia D24. Tale impegno fu interrotto per concentrare gli sforzi nei rally, che non esclusero però partecipazioni della squadra ufficiale anche a gare valevoli per il mondiale Marche come la già citata Targa Florio, o prestigiose vittorie in gare "fuori campionato" come le massacranti competizioni "a tappe" Tour de France Auto e Giro automobilistico d'Italia.
L'azienda tornò a riaffacciarsi a questo genere di competizioni nel 1976, con un programma di supporto alla scuderia di Carlo Facetti per schierare una speciale versione turbocompressa della Stratos nelle gare riservate alle vetture silhouette dell'appena rinnovato Gruppo 5; la Stratos ottenne dapprima il 20º posto a Le Mans con un equipaggio tutto femminile (Lombardi/Dacremont), e poi la vittoria al Giro d'Italia Automobilistico con lo stesso Facetti in coppia con Piero Sodano, successo bissato nel 1978 dall'equipaggio Markku Alén/Giorgio Pianta/Ilkka Kivimäki.

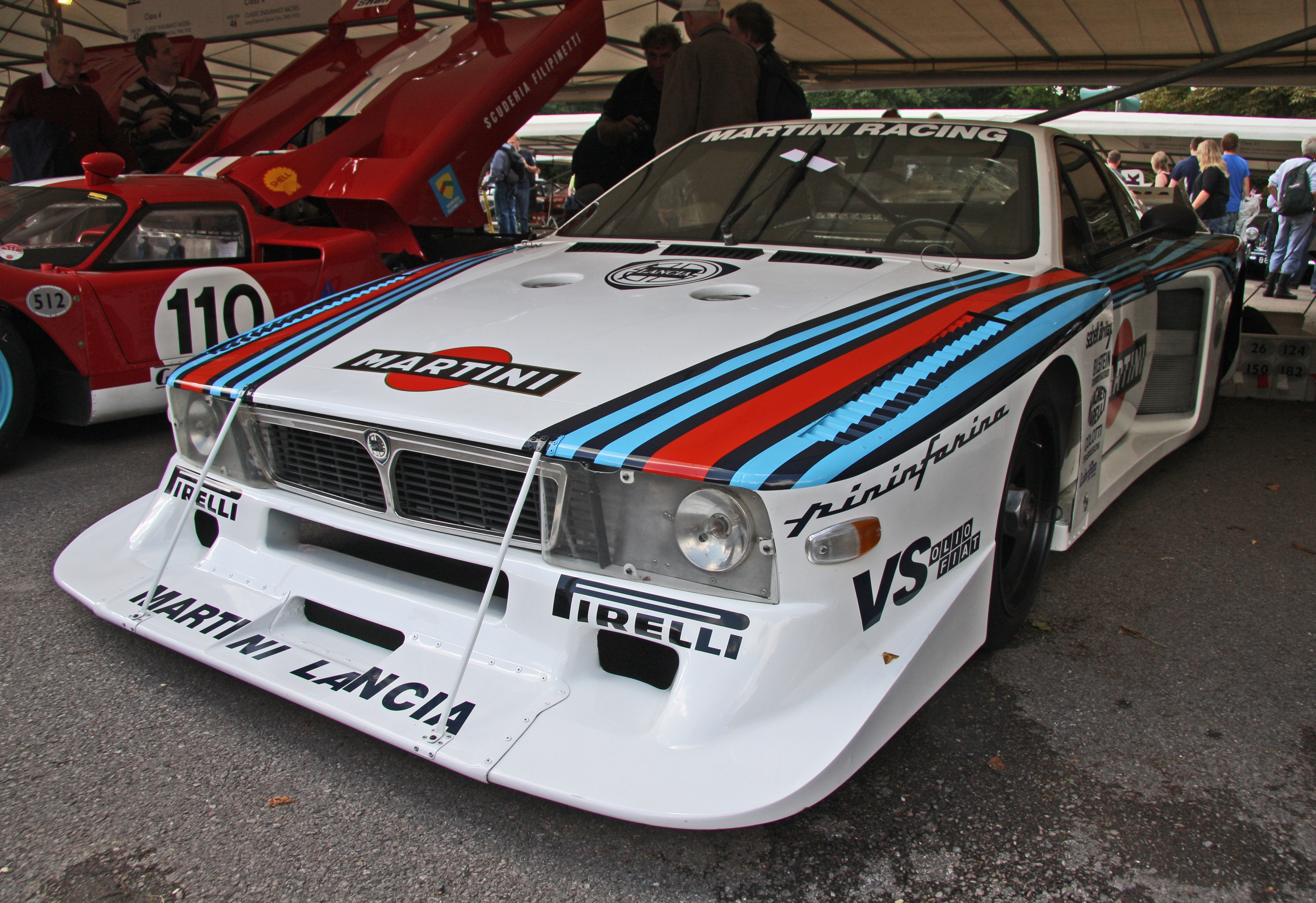
La Beta Montecarlo Turbo sponsorizzata Martini Racing, vittoriosa nel mondiale marche nel biennio 1980-1981.

Nel 1977, la decisione del Gruppo Fiat (proprietario dal 1969 della Lancia) di schierare nel mondiale rally 1977 la nuova Fiat 131 Abarth e di limitare l'impiego della Stratos a poche corse selezionate portò la Lancia a rivedere i suoi programmi sportivi, e a decidere di cimentarsi nelle gare del DRM (il Deutsche Rennsport Meisterschaft) e del campionato mondiale marche con una vettura appositamente concepita per essere competitiva secondo il regolamento del Gruppo 5: la Beta Montecarlo Turbo, che ottenne il titolo di classe nel 1979 e quello assoluto nel biennio 1980-1981.
Questo è l'inizio di un impegno della casa torinese che porterà alla realizzazione, negli anni 1980, delle Lancia LC1 e LC2 e si protrarrà in forma ufficiale coi colori del team Martini Racing fino alla 24 Ore di Le Mans del 1986, dopodiché l'impegno sportivo della Lancia tornò a concentrarsi solamente sui rally.

## Risultati

### Risultati in Formula 1
| Anno | Vettura | Motore | Gomme | Piloti    |  |  |  |  |  |  |  |  |     | Punti | Pos. |
| ---- | ------- | ------ | ----- | --------- |  |  |  |  |  |  |  |  | --- | ----- | ---- |
| 1954 | D50     | Lancia | P     | Villoresi |  |  |  |  |  |  |  |  | Rit | [ 5 ] |      |
| 1954 | D50     | Lancia | P     | Ascari    |  |  |  |  |  |  |  |  | Rit | [ 5 ] |      |

| Anno | Vettura | Motore | Gomme | Piloti      |     |     |  |     |  |  |  |  |  | Punti | Pos. |
| ---- | ------- | ------ | ----- | ----------- | --- | --- |  | --- |  |  |  |  |  | ----- | ---- |
| 1955 | D50     | Lancia | P     | Villoresi   | Rit | 5   |  |     |  |  |  |  |  | [ 5 ] |      |
| 1955 | D50     | Lancia | P     | Ascari      | Rit | Rit |  |     |  |  |  |  |  | [ 5 ] |      |
| 1955 | D50     | Lancia | P     | Castellotti | Rit | 2   |  | Rit |  |  |  |  |  | [ 5 ] |      |
| 1955 | D50     | Lancia | P     | Chiron      |     | 6   |  |     |  |  |  |  |  | [ 5 ] |      |

| Legenda | 1º posto     | 2º posto | 3º posto    | A punti         | Senza punti/Non class.  | Grassetto – Pole position Corsivo – Giro più veloce |
| Legenda | Squalificato | Ritirato | Non partito | Non qualificato | Solo prove/Terzo pilota | Grassetto – Pole position Corsivo – Giro più veloce |